# قناة نكفية
القناة النكفية (بالإنجليزية:parotid duct or Stensen duct) هي القناة أو الطريق الذي يأخذه اللعاب من الغدة الرئيسية، الغدة النكافية إلى الفم. 

## التسمية
سميت على اسم نيكولاس ستينو (1638-1686)، عالم التشريح الدنماركي الذي قام بوصفها وصفًا تفصيليًا عام 1660.

## التركيب
تكونت القناة النكفية عند اتحاد قنوات ما بين الفصوص -أكبر قنوات في الغدة النكافية- تظهر من الغدة وتجري على طول الجهة الجانبية للعضلة الماضغة. تحاط القناة في مسارها بحشية دهون شدقية. ثم تأخذ انعطاف حاد عند حدود العضلة الماضغة ثم تخترق العضلة المبوقة، لتفتح في دهليز الفمفي منطقة ما بين الوجنة واللثة في الحليمة النكفية، والتي تقع بجانب الرحى الثانية العلوية.
تعمل العضلة المبوقة كالصمام فتمنع دخول الهواء إلى القناة، والذي قد يسبب التهاب الغدة النكفية الهوائي. تجري على طول القناة أعلاها الشريان الوجهي المستعرض والعصب الشدقي العلوي، أما أسفل القناة فيجري على طولها العصب الشدقي السفلي.
يمكن الإحساس بمخرج القناة النكافية كحليمة على جانبي الفم، والتي تقع غالبًا بجانب الرحى العلوية الثانية.

## الأهمية السريرية
الانسداد سواء كان بسبب حصوات الغدد اللعابية أو الانضغاط الشديد قد يسبب الألم أو تورم الغدة النكفية (التهاب الغدة النكافية).
بقع كوبليك والتي هي صفة مرضية مميزة للحصبة توجد بالقرب من فتحة القناة النكفية.

## صور إضافية

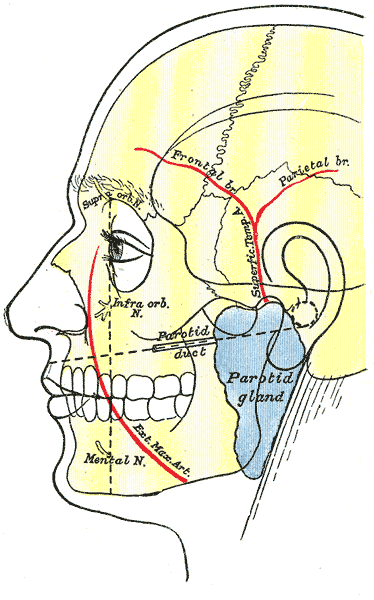
تخطيط لوجه،يظهر العلامات للأسطح الرئيسية.
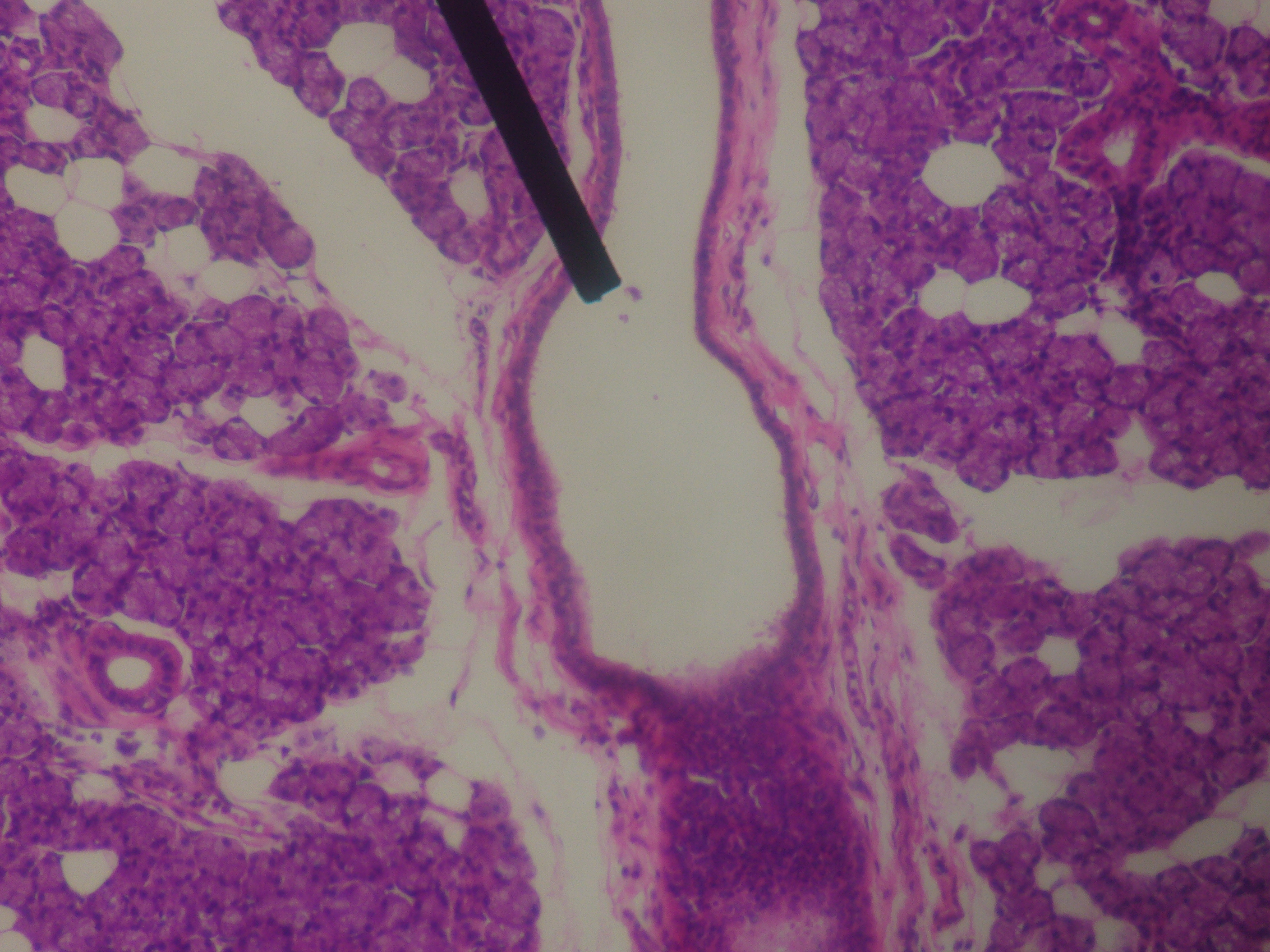
شرحة مجهرية للقنوات بين فصوص الغدة.
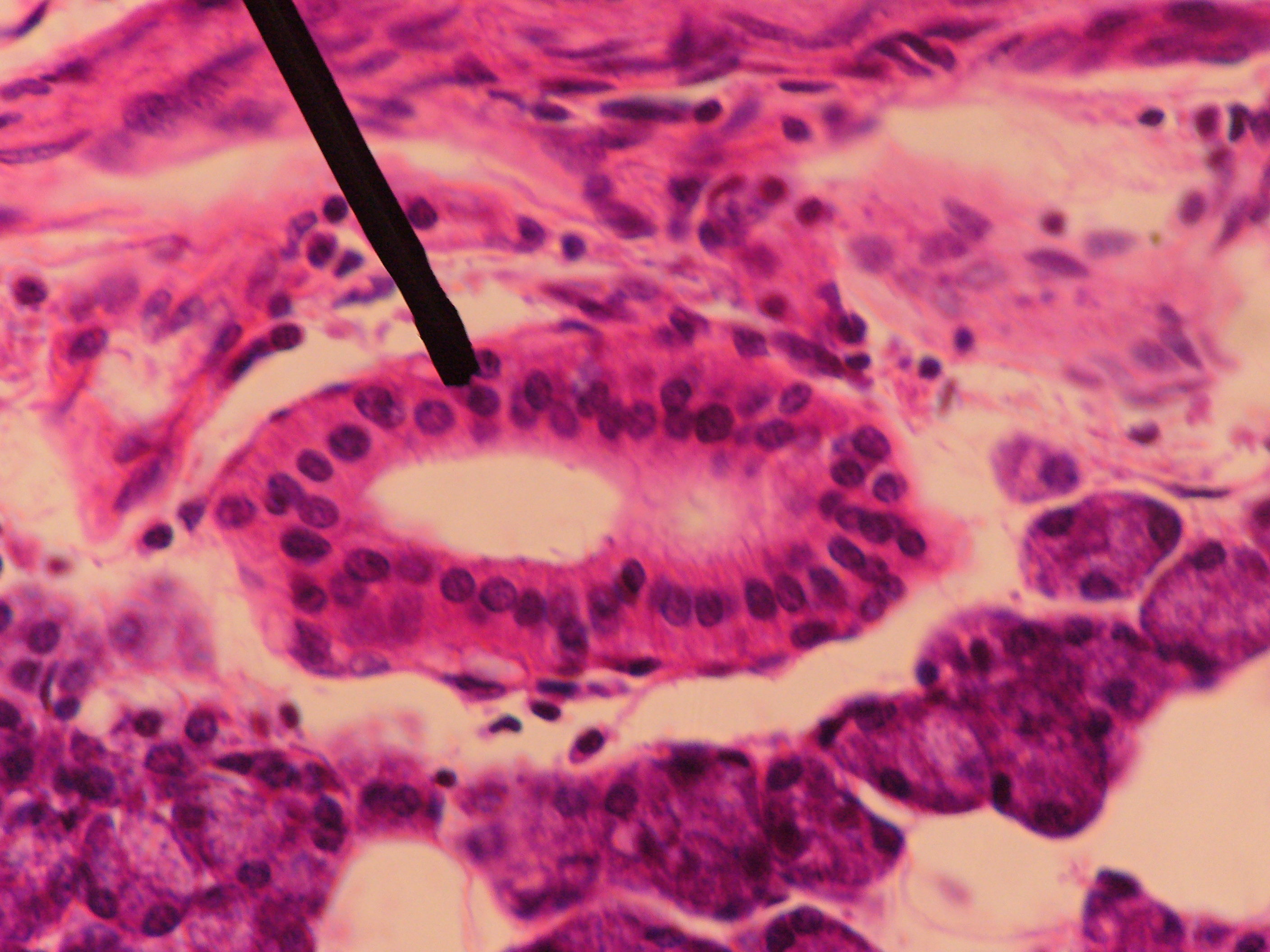
شريحة مجهرية لقناة مخططة بشرية.
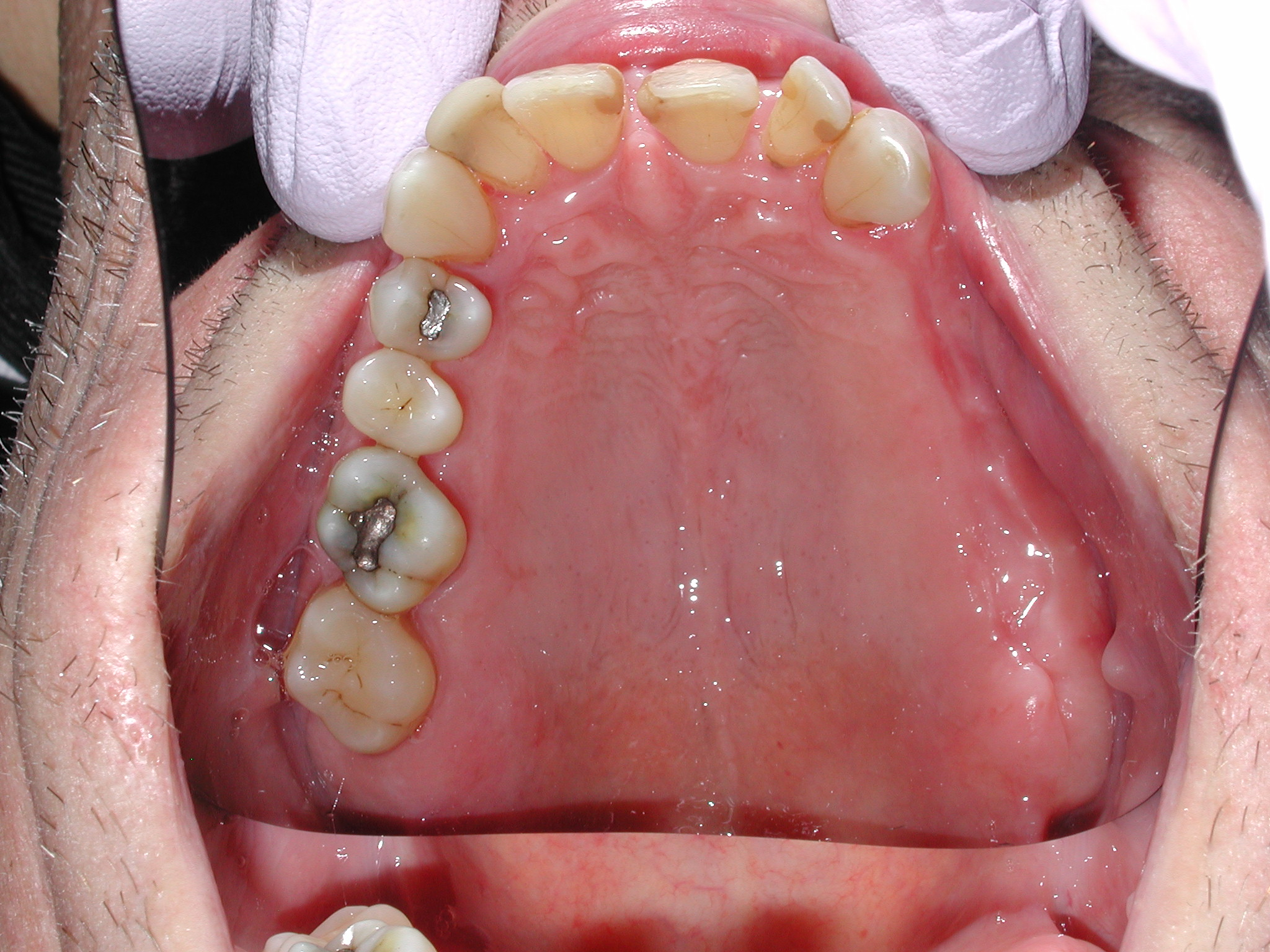
الحليمة اليسرى (نتوء الأنسجة الناعمة عند المخرج) من القناة النكافية
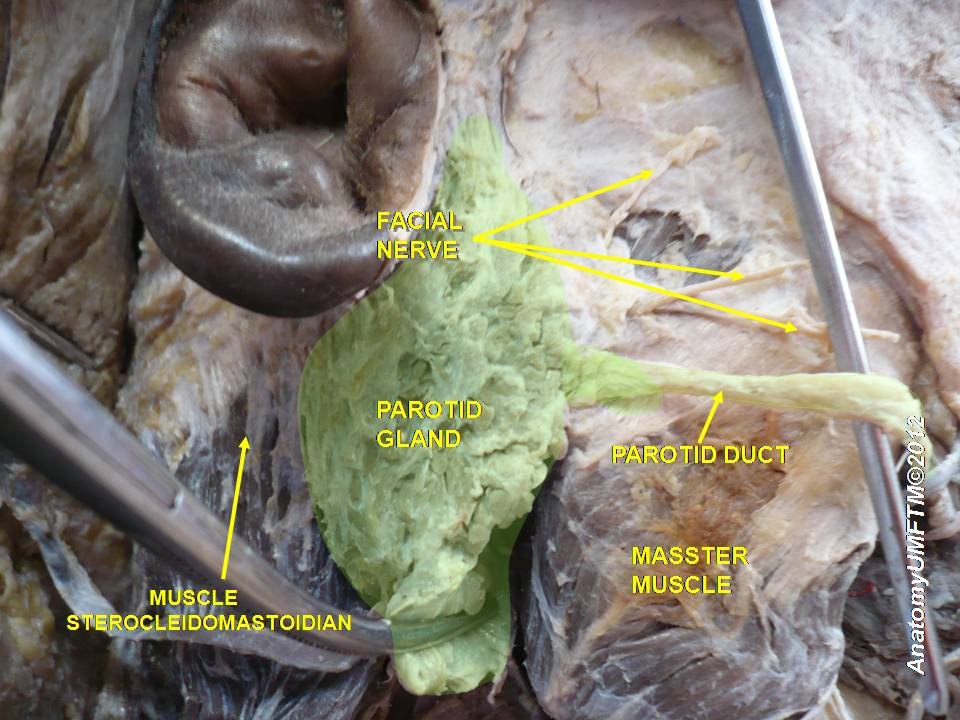
القناة النكفية
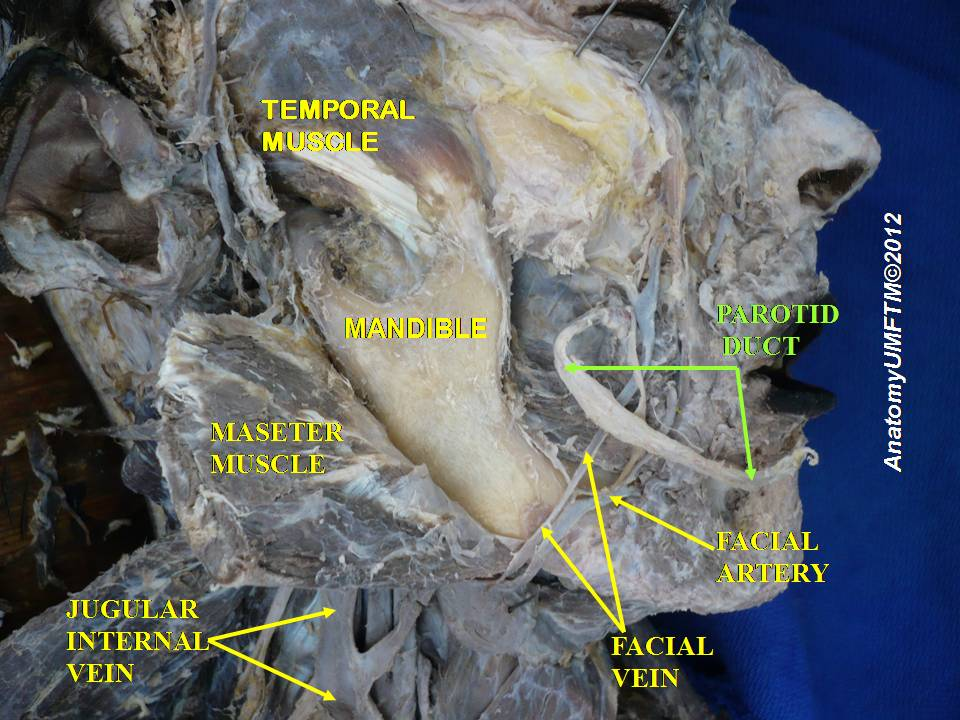
القناة النكفية
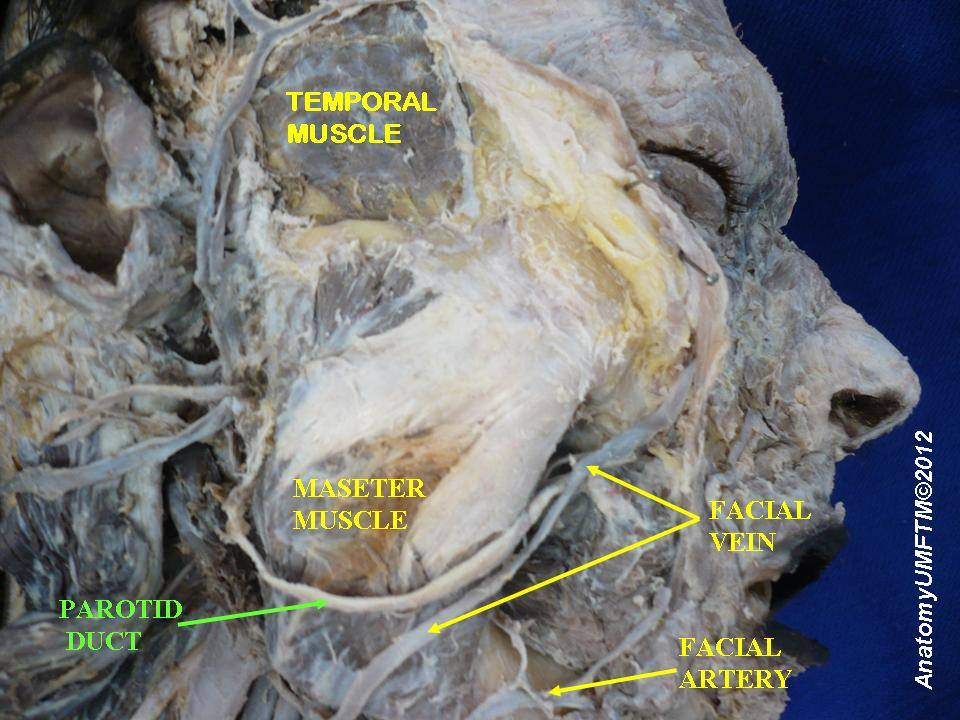
القناة النكفية